# تاریخ‌گرایی نوین
نوتاریخی‌گری یا تاریخ‌گرایی نو یا نوتاریخی‌باوری (به انگلیسی: New Historicism) مکتبی در نظریه ادبی است که در دهه هشتاد قرن بیستم میلادی و عمدتاً بر پایه اندیشه‌های استیون گرینبلت ادیب آمریکایی شکل گرفت. گرینبلات خود اعتقاد دارد باید به نوتاریخی‌گری به مثابه یک نوع خوانش متن نگریست و نه یک مکتب نقد. او عمل خوانش خود را «سخن‌شناسی فرهنگ‌بنیاد» (Cultural Poetics) می‌نامد. لویی مونتروز (Louis Montrose) یکی از منتقدان برجسته این رویکرد نقد ادبی معتقد است نوتاریخی‌گری بر «تاریخیّت متن و بر متنیّت تاریخ» تأکید می‌کند. این مکتب نخست در حوزهٔ مطالعات رنسانس پاگرفت و به مجموعهٔ متنوعی از نوشته‌های ناهماهنگی اشاره دارد که طرفداران این رویکرد ارائه کرده‌اند و مشترکاتی در میان آن‌ها وجود دارد: مقابله با تفکیک رشته‌ها از یکدیگر؛ توجه به بسترهای اقتصادی و تاریخیِ فرهنگ؛ این باور که منتقد هم هنگامی که دربارهٔ فرهنگ می‌نویسد، خودش یک پای قضیه است؛ و توجه به بینامتنی بودنِ متون و گفتمان‌ها.

## مباحث محوری
از دغدغه‌های اصلی تاریخ گرایان نوین می‌توان به موارد زیر اشاره کرد:
- ساختارهای قدرت
- بحث براندازی و بازداری
- تمایل به استفاده از حکایت‌های مختلف برای آغاز یک روایت فرهنگی وسیع تر
- محاط کردن تن (body) در چارچوب گفتمان
- ساخت هویت توسط جامعه[۵]

هدف تاریخ‌گرایان نوین از مطالعه آثار ادبی دوران‌های گوناگون تاریخ، آشکارسازی روابط قدرت و برساخت‌های اجتماعی و ایدئولوژیکی هر دوره تاریخی است. از دیدگاه آنان هیچ تفاوتی میان متون ادبی و غیرادبی وجود ندارد. آن‌ها می‌کوشند تا گونه‌ای تفسیر انتقادی ارائه دهند که روابط قدرت را به منزله مهم‌ترین بافت موجود در متون گوناگون بررسی می‌کند و در واقع، متن را فضایی می‌بینند که در آن، روابط قدرت خود را آشکار می‌کنند.

## مفروضات تاریخ‌گرایان نوین
- گذشته هیچ‌گاه نمی‌تواند در شکل ناب و دست نخورده آن در دسترس ما باشد؛ دسترسی ما به گذشته فقط از طریق بازنمایی (representation) امکان‌پذیر است.
- تاریخ گسسته و متناقض است. برای مثال هیچ گونه جهان بینی واحد و یکسانی در عصر الیزابت آن گونه که تیلیارد (Tillyard) در کتاب «جهان بینی عصر الیزابت» عنوان می‌کند در بریتانیا وجود نداشت. تصور فرهنگ به مثابه پدیده‌ای یکدست و یکنواخت افسانه‌ای است که بر تاریخ تحمیل شده‌است.
- مطالعه گذشته عینی نیست و ما نمی‌توانیم از جایگاه تاریخی خود فراتر برویم.
- نه تاریخ پیش زمینه است و نه اثر هنری پس زمینه. آثار ادبی را نباید به مثابه روایت برتر و متعالی از «روح و روان آدمی» در نظر گرفت.[۷]

## شگردهای تاریخ‌گرایان نوین در سخن سنجی
1. گفتمان‌های غالب در اثر ادبی را مشخص می‌سازند.
2. صداهای مخالف، تخطی از معیارهای وضع شده توسط گفتمان (های) غالب و اغیار اهریمنی جلوه داده شده و به حاشیه رانده شده را می‌یابند.
3. تناقضات موجود در گفتمان‌های حاکم را پیدا می‌کنند.
4. رابطه بین صاحبان قدرت و اغیار (مخالفان آنها) را توصیف می‌کنند و نشان می‌دهند که چگونه صاحبان قدرت با اهریمنی جلوه دادن اغیار، روابط قدرت را دوباره تصریح و تحکیم می‌کنند.[۷]

## اندیشمندان تأثیرگذار بر تاریخ‌گرایان نوین
تاریخ گرایان نوین بیشتر نظریات خود را از میشل فوکو فیلسوف و تاریخدان سرشناس فرانسوی و لوئی آلتوسر فیلسوف مارکسیست فرانسوی الهام گرفته‌اند.

## دوره‌های تاریخی مورد علاقه تاریخ‌گرایان جدید
اگر چه می‌توان شیوه خوانش و تفسیر نوتاریخی‌گری را بر تمام دوره‌های تاریخی و آثار ادبی و غیر ادبی این دوره‌ها اعمال کرد، اما بیشتر توجه منتقدان این رویکرد به عصر رنسانس در انگلستان قرن شانزدهم میلادی و هم چنین دوره رمانتیک در انگلستان اوایل قرن نوزدهم میلادی صورت گرفته‌است.

## ماتریالیسم فرهنگی
هم‌زمان با پدیدار شدن نوتاریخی‌گری در ایالات متحده آمریکا، رویکردی مشابه در آن سوی اقیانوس اطلس به نام ماتریالیسم فرهنگی توسط دو منتقد بریتانیایی، جاناتان دالیمور (Jonathan Dollimore) و آلن سینفیلد (Alan Sinfield) شکل گرفت.

## تفاوت‌های بین نوتاریخی‌گری و ماتریالیسم فرهنگی
در آمریکا، نظریات میشل فوکو نقش محوری در نوتاریخی‌گری دارد، اما در ماتریالیسم فرهنگی در بریتانیا گرایش‌های مارکسیستی و فمینیستی بیشتری مشاهده می‌شود. علاوه بر این، تاریخ گرایان نوین آمریکا به درک بدبینانهٔ قدرت گفتمانی در بازنمایی ادبی نظم اجتماعی عصر الیزایت و جاکوب شناخته شده‌اند، اما ماتریالیست‌های فرهنگی بریتانیایی نوعی تاریخ گرایی را پرورانده‌اند که بدبینی کم تری دارد ولی از لحاظ سیاسی رادیکال تر است. از سوی دیگر، گرینبلات صداهای مخالف در ادبیات را گنجانده در گفتمان غالب لحاظ می‌کند: «دیگری» یا «غیره» ای (other) که گفتمان غالب ضد آن تعریف می‌شود. اما همتایان بریتانیایی او این صداهای مخالف را مقاومت در برابر ایدئولوژی غالب می‌دانند. هم چنین تاریخ گرایان نوین آمریکایی عنوان می‌کنند که ساختارهای قدرت فقط اجازهٔ «هم ذات پنداری» (Identification) و «پاد هم ذات پنداری» (Counter-Identification) را می‌دهند، اما ماتریالیست‌های فرهنگی بریتانیایی بیشتر به این احتمال علاقه‌مندند که افراد جامعه نه تنها می‌توانند وضعیت اطاعت محض را رد کنند بلکه می‌توانند وضعیت‌های جدیدی را خود ارائه دهند.

## نوتاریخی‌گری و ادبیات فارسی
عباس میلانی از نخستین ایرانیانی بود که به این شیوه توجّه کرد و در کتاب تجدد و تجددستیزی در ایران به آن پرداخت.
فروغ صهبا، استاد ادبیات فارسی دانشگاه اراک، با به‌کارگیری شیوه‌های نقد تاریخ گرایی نوین در تفسیر تاریخ بیهقی یکی از منتقدان پیشرو در این عرصه در ایران و ادبیات فارسی است. او کتاب «تاریخ بیهقی در بوته نقد جدید» را در سال ۱۳۹۰ منتشر ساخت. این اثر نقد و بررسی تاریخ بیهقی براساس دیدگاه‌های مطرح شده در تاریخ‌گرایی نوین است.
کتاب دورۀ قاجار در اینۀ سه اثر ( تاریخ ملک آرا ، حقایق الاخبار ناصری و افسانۀ قاجار ) نوشتۀ سوسن یزدانی که شهریور 1403 از انتشارات ندای تاریخ منتشر شده است، یکی از تازه ترین پژوهش ها در تاریخ گرایی نوین است. یکی ازمتن های برگزیده در این کتاب ، متن تاریخ ملک آرا ، اثرعلی قلی اقبال چلاوی شاعرو تاریخ نگاردورۀ فتحعلی شاه قاجار است.اقبال هنوز تاریخش را به پایان نرسانده بود که در اثر نزاعی طایفه ای در زادگاهش ، منطقۀ چلاو آمل کشته شد.در کتاب حاضر علاوه بر نقدِ روایتِ اقبال از قاجارها ، روایت شفاهی مردم چلاو آمل ازسرانجام این تاریخ نگار- که درتذکره ها و روایت های مکتوب در هاله ای از ابهام مانده - ثبت شده است.
   حقایق الاخبار ناصری اثر محمدجعفر خورموجی، تاریخ نگار عصر ناصری دومین اثر برگزیده در این کتاب است. خورموجی یکی از نخستین کسانی بود که پرده از قتل امیرکبیر برداشت و ظاهرا به همین دلیل و برخی دلایل دیگر- که در صفحات167تا 172 همین کتاب به آن پرداخته شد-اثرش خیلی زود توقیف و از بازار جمع آوری شد. لذا متن حقایق الاخبار از دیرباز در بررسی های  تاریخ گرایی قدیم به عنوان روایتی از زبان تاریخ نگاری امین مورد توجه قرار گرفت.حال آن که در کتاب حاضر نشان داده می شود که چگونه این تاریخ نگار هم تحت تاثیر گفتمان های زمانه و ایدئولوژی های خود نتوانسته رخدادهای واقع را به تصویر بکشد.
   از آنجا که در نظریه های نوین تاریخی (فراتاریخ و تاریخ گرایی نو) متن های تاریخی و ادبی از نظر بازنمایی رخدادها در یک تراز قرار دارند، رمان تاریخی افسانۀ قاجار اثر حمزه سردادور به عنوان سومین متن، با دو متن تاریخی یاد شده ، مورد واکاوی قرار گرفت. سردادور در این رمان تاریخی جذاب با قدرت خیال خود بخش هایی از تاریخ قاجار را بازسازی کرده است به طوری که او با خلق شخصیت افسانه  به عنوان قهرمان اصلی داستان در کنار شخصیت تاریخی ناصرالدین شاه تلاش کرده تا به بیشترین ناگفته های تاریخ های رسمی از جمله مسائل زنان ، اوضاع فرهنگی ، اجتماعی و اقتصادی جامعه در دورۀ قاجار بپردازد. سردادور علاوه براین ، در خلال این روایت به برخی از مسائل زمانۀ خود نظیر مسئلۀ ولایت عهدی زنان – که یکی از موضوع های مهم دهۀ 30 ، یعنی زمان نگارش کتاب بوده ، توجه نشان داده است.
  نویسنده دورۀ قاجار در آینۀ سه اثر .... پیش از ورود به این مباحث، نمایی از اوضاع سیاسی و اجتماعی دوره قاجار، سیر تاریخ نویسی و رمان های تاریخی این دوره اطلاعاتی به دست داده است.